# Ypthima madrasa
Ypthima madrasa är en fjärilsart som beskrevs av Evans 1924. Ypthima madrasa ingår i släktet Ypthima och familjen praktfjärilar. Inga underarter finns listade i Catalogue of Life.